# Llengüeta lliure
Una llengüeta lliure és una llengüeta o làmina, generalment de fusta o de metall, que està fixada per un extrem i està lliure de l'altre, i que serveix per a la producció del so en determinats instruments musicals aeròfons. L'aire insuflat en el receptacle en el qual es troba aquesta llengüeta i la seva flexibilitat fan que faci un moviment oscil·latori a una banda i a l'altra, a diferència dels instruments de llengüeta simple o també denominada llengüeta batent perquè bat contra el cos de l'instrument.
En el sistema de classificació de Sachs-Hornbostel, els instruments de llengüeta lliure corresponen al grup 412.13.

## Funcionament
A les imatges es pot veure el funcionament tot al llarg d'un cicle de vibració. Per a més claredat s'ha omès, a les imatges, una banda del marc on es disposa la llengüeta. En realitat el marc envolta la llengüeta per totes quatre bandes. Tan bon punt a sota de la llengüeta es crea una pressió negativa, la llengüeta es comença a bellugar.
|  | Una llengüeta està fixada per un extrem en un marc. El forat queda perfectament tapat per la llengüeta quan està en repòs. |
|  | Quan l'instrumentista bufa o xucla, és a dir, quan l'aire passa en una direcció o en l'altra, es crea un canvi de pressió que fa moure l'extrem lliure de la llengüeta. |
|  | La llengüeta es corba, de manera que l'aire pot passar per l'obertura que ha quedat entre aquesta i el marc. Quan la llengüeta ha arribat a la flexió màxima que li permeten la pressió de l'aire insuflat i la seva flexibilitat, inicia un moviment de retorn a la seva posició inicial. |
|  | Per inèrcia, no sols retorna a la seva posició inicial sinó que la sobrepassa en sentit contrari al flux de l'aire. |

Cada vegada que la llengüeta passa per l'horitzontal del marc, s'interromp la circulació d'aire. Aquestes interrupcions ràpides i periòdiques creen les vibracions audibles que són percebudes en forma de so.
La freqüència del so produït depèn de diversos factors tals com la massa, la llargada i l'amplada de la llengüeta.

## Tipologies d'instruments
L'aire pot ser dirigit a la llengüeta de maneres diverses:
- L'instrumentista bufa directament a l'instrument. És el cas de l'harmònica o la melòdica
- A través d'una bossa d'aire alimentada pel buf de l'instrumentista. Per exemple en alguns tipus de cornamuses
- Un mecanismes de manxes, accionades amb els peus o amb els braços porten l'aire cap a les llengüetes. Això passa amb l'harmònium o l'acordió.
- una aportació mecànica d'aire, tal com succeeix amb alguns tipus de tubs d'orgue.

L'instrument de llengüeta lliure més antic, datat, és el sheng, orgue de boca xinès, que està testimoniat ja el 3000 abans de Crist.
Les sirenes (de vaixells, de fàbriques ...) utilitzen, també, aquest giny per a la producció de so.
També hi ha un tipus de diapasons (avui ja no gaire utilitzats) que també es basen en aquest sistema.

## Llista alfabètica d'instruments de llengüeta lliure
- Acordió
  - Acordió cromàtic
  - Acordió diatònic
- Bandoneó
- Concertina
- Harmònica
- Harmònium
- Melòdica
- Shō
- Sheng